# Кирилин, Андрей Николаевич
Андрей Николаевич Кирилин (?—1886) — российский государственный деятель, тайный советник (1871).

## Биография
Родился в семье статского советника Николая Гавриловича Кирилина. Брат — тайный советник А. Н. Кирилин (1838—1883)
В службе  классном чине с 1841 года после окончания Императорского Александровского лицея. В 1859 году произведён в действительные статские советники, производитель Дел Военно-походной Его Императорского Величества канцелярии.
В 1871 году  произведён в тайные советники, директор и с 1878 года управляющий Канцелярии Министерства Императорского двора.
Был награждён всеми российскими орденами вплоть до ордена Святого Александра Невского пожалованного ему в 1880 году.